# Bukit Batu (Bukit Batu)
Bukit Batu is een bestuurslaag in het regentschap Bengkalis van de provincie Riau, Indonesië. Bukit Batu telt 942 inwoners (volkstelling 2010).